# 볼케이노 (1997년 영화)
《볼케이노》(영어: Volcano)는 1997년 개봉한 미국의 재난 영화이다.

## 줄거리
로스앤젤레스 도심에서 지진이 발생하고, 긴급재난관리국 국장인 마이크 로어크는 휴가 중임에도 불구하고 업무에 복귀한다. 그는 지진으로 인한 큰 피해는 없다고 판단했지만, 공원 하수도에서 발생한 사고로 여러 명의 작업자들이 목숨을 잃자 심상치 않음을 느낀다. 지진으로 단층에 균열이 생겨 도시 아래에 화산이 형성될 가능성을 제기한 지질학자 에이미 반스의 경고에도 불구하고, 마이크는 섣부른 조치를 취하지 않는다.
다음날, 에이미와 조수가 하수도를 조사하던 중 강력한 지진이 다시 발생하고, 조수는 뜨거운 가스에 휩쓸려 사망한다. 지하철은 탈선하고 도시 전체에 정전이 발생한 가운데, 라브레아 타르 구덩이에서 작은 화산이 폭발하기 시작한다. 용암은 윌셔 대로를 따라 흘러내려 모든 것을 태우고, 구조 활동 중 마이크의 딸 켈리도 부상을 입어 병원으로 이송된다. 지하철 책임자 스탠은 탈선된 열차에 갇힌 사람들을 구출하지만, 마지막 순간에 운전자를 구하고 자신은 용암에 뛰어들어 목숨을 잃는다.
마이크, 에이미, 그리고 경찰은 콘크리트 장벽으로 용암의 흐름을 막고, 헬기를 이용해 바닷물을 쏟아부어 화산 활동을 억제하는 계획을 세운다. 하지만 에이미는 여전히 지하에서 마그마가 흐르고 있음을 감지하고, 또 다른 분출이 병원 근처에서 일어날 것이라고 예측한다. 마이크는 병원을 보호하기 위해 22층짜리 건물을 폭파하여 용암의 방향을 바꾸는 계획을 세운다. 마이크의 동료 게이터와 폭탄 처리반 경찰관은 폭탄을 터뜨리는 과정에서 희생되고, 마이크는 붕괴하는 건물 잔해 속에서 위험에 처한 딸과 어린아이를 간신히 구출한다. 결국 용암은 바다로 흘러들어가며 재앙은 종결되고, 도심에는 '윌셔 산'이라 이름 붙여진 새로운 화산이 생겨난다.

## 출연
- 토미 리 존스 - 마이크 보크
- 앤 헤이시 - 앤 반스
- 게이 호프먼 - 게이 로크
- 돈 치들 - 에밋 리스
- 재클린 킴 - 제이 콜드
- 키스 데이비드 - 에드 복스
- 존 코벳 - 노먼 콜더
- 마이클 리스폴리 - 갠터 해리스
- 존 캐럴 린치 - 스탠리 올버

## KBS 성우진 (2000년 9월 12일)
- 설영범 - 마이크 로크(토미 리 존스)
- 서혜정 - 에이미 반즈 박사(앤 헤이시)
- 배정미 - 켈리 로크(게이비 호프먼)
- 최병상 - 에밋 리스(돈 치들)
- 온영삼 - 에드 복스(키스 데이비드) / 로저(데이턴 칼리)
- 유영환 - 스탠리 올버(존 캐럴 린치) / 경찰(제임스 맥도날드)
- 유동현 - 노먼 콜더(존 코빗)
- 김영진 - 케빈(마르첼로 테드포드)
- 송덕희 - 제이 콜드(재클린 킴) / 레이첼(로리 라뎀)
- 김순영 - 옆집아줌마(수지 에스먼)
- 서광재 - 아나운서
- 김우정 - 공사작업 인부(살 렌디노)
- 정훈석 - 갠터(마이클 리스폴리)
- 변영희 - 피트(가레스 윌리엄스) / 관리국 직원(브라이언 마킨슨)

## 같이 보기
- 《단테스 피크》: 화산 분화를 소재로 한 미국의 재난 영화. 1997년 개봉